# کبریت‌سازی سه‌ستاره زنجان
کارخانه کبریت سازی سه ستاره مربوط به دوره پهلوی اول است و در زنجان، خیابان صفا، نرسیده به بلوار چمران واقع شده و این اثر در تاریخ ۱۲ بهمن ۱۳۸۱ با شمارهٔ ثبت ۷۴۱۲ به‌عنوان یکی از آثار ملی ایران به ثبت رسیده است. دارای سردری زیبا که در دیماه۹۰ تخریب نسبی ولی دوباره با حفظ طرح کهن خود تجدید بنا گردید.
این بنا را می‌توان اولین واحد صنعتی زنجان بعد از کارخانه برق به حساب آورد که چند سالی قبل از آغاز جنگ جهانی دوم با سرمایه و مدیریت محمود شالچی در زنجان احداث شده است. این ساختمان به دلیل قرار گرفتن در بافت قدیم زنجان و دودکش آجری منحصر به فرد آن و دستگاه‌های قدیمی موجود تبدیل به موزه صنعت استان زنجان شده است.
این بنا در ضلع شمالی بافت قدیمی شهر زنجان واقع شده است. نشانی آن ضلع شرقی خیابان کارگر (صفا) نرسیده به بلوار چمران (فلکه کوچه مشکی) سابق است.

## تاریخچه

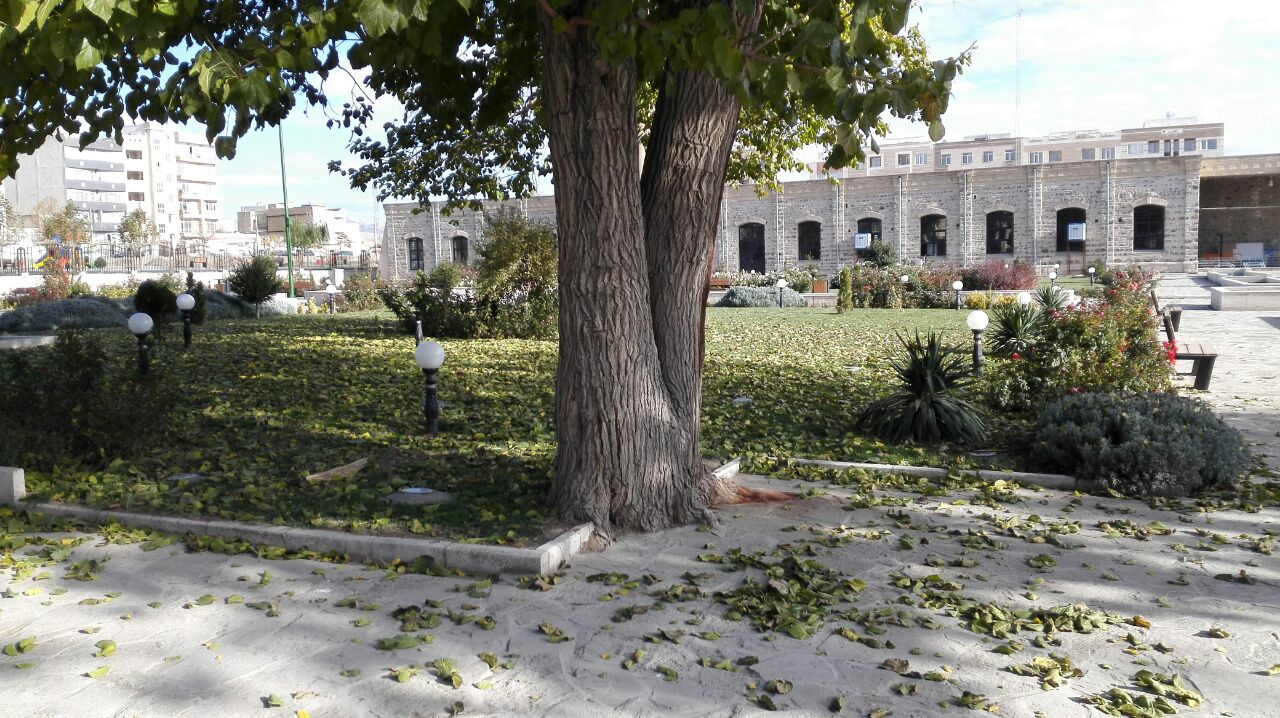

کارخانه کبریت سازی، در دوران پهلوی در شهر زنجان بنا گردیده است و تا سال ۱۳۵۷ قبل از انتقال به محل جدید، مورد بهره‌برداری بوده است. بانی این بنا شخصی بنام محمد علی شالچی می‌باشد.

## ویژگی‌ها
این بنا شامل قسمت‌های دروازه ورودی، فضای کارخانه و حیاط بنا می‌باشد. دروازه ورودی کارخانه که رو به خیابان کارگر قرار گرفته است شبیه شیر و خورشید بنا شده است و فضای کارخانه شامل قسمت‌های مختلف مراحل تولید کبریت می‌باشد.
بنای کارخانه با شکل مربع مستطیل به طول ۴۰/۲۵و عرض ۲۱/۶۳ در وسط محمله نسبتاً وسیعی قرار گرفته است. پلان معماری بنا به تبع از خط تولید کبریت سازی دارای فضاهای سالن تولید، انبار مواد اولیه، انبار تولیدات و گرمخانه است.
این بنا بعلت صنعتی بودن، فاقد تزیینات بوده ولی لازم است ذکر شود که نمای غربی بنا با پنجره‌های هلالی و سیمان‌کاری رنگین، نمای زیبایی را به خود اختصاص داده است.
این بنا به دلیل قرار گرفتن در بافت قدیمی زنجان، میل آجری که در شهر زنجان منحصر بفرد می‌باشد و همچنین بعلت وجود دستگاه‌های قدیمی در محل می‌تواند به عنوان یک موزه صنعتی کاربرد داشته باشد.
در سال‌های اخیر، اتاق بازرگانی با نظارت اداره کل میراث فرهنگی، صنایع دستی و گردشگری استان زنجان اقدام به مرمت بنا نموده است ولی دیوارهای محوطه این کارخانه در طی سالیان گذشته توسط شهرداری تخریب و محوطه کارخانه تبدیل به پارک گردیده است.

## نحوه مالکیت
مالک این بنا در حال حاضر پس از تسویه کلیه بدهیهای این کارخانه وراث آقای شالچی (کوچمشکی) می‌باشند.